# Surf de neu als Jocs Olímpics d'hivern de 2010 - Migtub femení
Als Jocs Olímpics d'Hivern de 2010 celebrats a la ciutat de Vancouver (Canadà) es disputà una prova de surf de neu en categoria femenina en la modalitat de mig tub que formà part del programa oficial dels Jocs.
La prova es disputà el dia 18 de febrer de 2010 a les instal·lacions de Cypress Mountain. Hi participaren un total de 30 surfistes de 14 comitès nacionals diferents.

## Resum de medalles
| Or           | Argent       | Bronze      |
| Torah Bright | Hannah Teter | Kelly Clark |

## Resultats

### Qualificació
Els sis millors temps es classifiquen directament per a la final. Els dotzer restants millors temps disputen la semifinal.
| Pos. | Mànega | Dorsal | Nom               | CON             | Mànega 1 | Mànega 2 | Millor temps | Notes |
| ---- | ------ | ------ | ----------------- | --------------- | -------- | -------- | ------------ | ----- |
| 1    | 1      | 1      | Torah Bright      | Austràlia       | 41.3     | 45.8     | 45.8         | QF    |
| 2    | 1      | 12     | Kelly Clark       | Estats Units    | 45.4     | 13.6     | 45.4         | QF    |
| 3    | 1      | 22     | Queralt Castellet | Espanya         | 44.3     | 19.9     | 44.3         | QF    |
| 4    | 1      | 14     | Hannah Teter      | Estats Units    | 39.7     | 42.7     | 42.7         | QF    |
| 5    | 1      | 6      | Gretchen Bleiler  | Estats Units    | 36.6     | 40.2     | 40.2         | QF    |
| 6    | 1      | 4      | Sun Zhifeng       | R.P. de la Xina | 38.2     | 39.9     | 39.9         | QF    |
| 7    | 1      | 15     | Holly Crawford    | Austràlia       | 38.6     | 39.5     | 39.5         | QS    |
| 8    | 1      | 3      | Elena Hight       | Estats Units    | 35.7     | 37.9     | 37.9         | QS    |
| 9    | 1      | 10     | Soko Yamaoka      | Japó            | 34.8     | 37.0     | 37.0         | QS    |
| 10   | 1      | 26     | Mercedes Nicoll   | Canadà          | 31.1     | 34.6     | 34.6         | QS    |
| 11   | 1      | 8      | Sophie Rodriguez  | França          | 30.1     | 34.5     | 34.5         | QS    |
| 12   | 1      | 7      | Liu Jiayu         | R.P. de la Xina | 26.3     | 33.3     | 33.3         | QS    |
| 13   | 1      | 28     | Ursina Haller     | Suïssa          | 28.3     | 31.9     | 31.9         | QS    |
| 14   | 1      | 11     | Shiho Nakashima   | Japó            | 31.4     | 12.3     | 31.4         | QS    |
| 15   | 1      | 16     | Sarah Conrad      | Canadà          | 14.4     | 31.2     | 31.2         | QS    |
| 16   | 1      | 30     | Kendall Brown     | Nova Zelanda    | 11.4     | 29.5     | 29.5         | QS    |
| 17   | 1      | 9      | Šárka Pančochová  | Txèquia         | 15.4     | 28.1     | 28.1         | QS    |
| 18   | 1      | 21     | Cilka Sadar       | Eslovènia       | 18.2     | 26.8     | 26.8         | QS    |
| 19   | 1      | 29     | Lisa Wiik         | Noruega         | 23.0     | 26.5     | 26.5         |       |
| 20   | 1      | 19     | Mirabelle Thovex  | França          | 14.6     | 24.0     | 24.0         |       |
| 21   | 1      | 23     | Rebecca Sinclair  | Nova Zelanda    | 14.7     | 23.7     | 23.7         |       |
| 22   | 1      | 5      | Kjersti Buaas     | Corea del Sud   | 20.6     | 21.8     | 21.8         |       |
| 23   | 1      | 13     | Cai Xuetong       | R.P. de la Xina | 14.1     | 19.3     | 19.3         |       |
| 24   | 1      | 27     | Juliane Bray      | Nova Zelanda    | 17.8     | 15.5     | 17.8         |       |
| 25   | 1      | 25     | Manuela Pesko     | Suïssa          | 12.2     | 17.5     | 17.5         |       |
| 26   | 1      | 24     | Palmer Taylor     | Canadà          | 12.9     | 13.7     | 13.7         |       |
| 27   | 1      | 20     | Linn Haug         | Noruega         | 11.5     | 12.8     | 12.8         |       |
| 28   | 1      | 17     | Paulina Ligocka   | Polònia         | 10.9     | 11.1     | 11.1         |       |
| 29   | 1      | 2      | Rana Okada        | Japó            | 7.2      | 2.7      | 7.2          |       |
| 30   | 1      | 18     | Lesley McKenna    | Regne Unit      | 5.1      | 2.8      | 5.1          |       |

### Semifinal
| Pos. | Dorsal | Nom              | CON             | Mànega 1 | Mànega 2 | Millor temps | Notes |
| ---- | ------ | ---------------- | --------------- | -------- | -------- | ------------ | ----- |
| 1    | 15     | Holly Crawford   | Austràlia       | 17.3     | 41.7     | 41.7         | QF    |
| 2    | 7      | Liu Jiayu        | R.P. de la Xina | 41.1     | 36.2     | 41.1         | QF    |
| 3    | 26     | Mercedes Nicoll  | Canadà          | 40.1     | 28.5     | 40.1         | QF    |
| 4    | 3      | Elena Hight      | Estats Units    | 37.1     | 10.8     | 37.1         | QF    |
| 5    | 8      | Sophie Rodriguez | França          | 36.9     | 9.5      | 36.9         | QF    |
| 6    | 28     | Ursina Haller    | Suïssa          | 35.4     | 31.9     | 35.4         | QF    |
| 7    | 11     | Shiho Nakashima  | Japó            | 34.9     | 15.2     | 34.9         |       |
| 8    | 9      | Šárka Pančochová | Txèquia         | 34.4     | 24.9     | 34.4         |       |
| 9    | 30     | Kendall Brown    | Nova Zelanda    | 33.3     | 28.2     | 33.3         |       |
| 10   | 10     | Soko Yamaoka     | Japó            | 30.6     | 24.9     | 30.6         |       |
| 11   | 21     | Cilka Sadar      | Eslovènia       | 30.1     | 21.5     | 30.1         |       |
| 12   | 16     | Sarah Conrad     | Canadà          | 17.8     | 21.4     | 21.4         |       |

### Final
| Pos. | Dorsal | Nom               | CON             | Mànega 1 | Mànega 2 | Millor temps | Notes |
| ---- | ------ | ----------------- | --------------- | -------- | -------- | ------------ | ----- |
| 1    | 1      | Torah Bright      | Austràlia       | 5.9      | 45.0     | 45.0         |       |
| 2    | 14     | Hannah Teter      | Estats Units    | 42.4     | 39.2     | 42.4         |       |
| 3    | 12     | Kelly Clark       | Estats Units    | 25.6     | 42.2     | 42.2         |       |
| 4    | 7      | Liu Jiayu         | R.P. de la Xina | 39.3     | 34.9     | 39.3         |       |
| 5    | 8      | Sophie Rodriguez  | França          | 34.4     | 8.3      | 34.4         |       |
| 6    | 26     | Mercedes Nicoll   | Canadà          | 34.3     | 2.9      | 34.3         |       |
| 7    | 4      | Sun Zhifeng       | R.P. de la Xina | 29.8     | 33.0     | 33.0         |       |
| 8    | 15     | Holly Crawford    | Austràlia       | 23.9     | 30.3     | 30.3         |       |
| 9    | 28     | Ursina Haller     | Suïssa          | 27.9     | 18.1     | 27.9         |       |
| 10   | 3      | Elena Hight       | Estats Units    | 24.6     | 16.0     | 24.6         |       |
| 11   | 6      | Gretchen Bleiler  | Estats Units    | 11.0     | 14.7     | 14.7         |       |
| 12   | 22     | Queralt Castellet | Espanya         | NF       | NS       | NS           |       |